# Ravilloles
Ravilloles település Franciaországban, Jura megyében. Lakosainak száma 444 fő (2022. január 1.). Ravilloles Les Crozets, Leschères, Moirans-en-Montagne és Coteaux du Lizon községekkel határos.

## Népesség
A település népessége az elmúlt években az alábbi módon változott:
| Lakosok száma | 294  | 332  | 382  | 460  | 502  | 491  | 476  | 453  | 448  | 444  |
|               | 1968 | 1982 | 1990 | 2006 | 2013 | 2015 | 2017 | 2019 | 2020 | 2022 |